# Chanthavisouk Phongsavath
Chanthavisouk Phongsavath (* 16. Dezember 2006) ist ein laotischer Fußballspieler, der als Rechtsaußen agiert.

## Karriere

### Verein
Chanthavisouk steht seit 2023 beim IDESA Champasak United FC unter Vertrag. Mit dem Verein aus Pakse spielt er in der ersten Liga des Landes, der Lao Premier League. Sein Debüt machte er am 19. Februar 2023 im Alter von 14 Jahre 7 Monate 22 Tage gegen Master 7 FC, das Spiel verlor Champasak mit 0:4.

### Nationalmannschaft
Mit der U17-Nationalmannschaft nahm Chanthavisouk Phongsavath am AFC U17 Asian Cup in Thailand teil. Er kam beim Wettbewerb zu zwei Einsätzen. Sein erstes Spiel und gleichzeitig sein Debüt für die Laos U17-Nationalmannschaft war am 18. Juni 2023 gegen Jemen U17. Dieses Spiel verlor Laos mit 1:2. Auch sein zweites Spiel für die U17 von Laos gegen Malaysia U17 verlor man mit 1:2 und schied somit in der Gruppenphase als Letzter aus dem Turnier aus.